# Middlefield Cheese Stadium
Le Middlefield Cheese Stadium, également connu sous le nom de Bearcat Stadium, est un stade de soccer américain situé à Bedford, dans la banlieue de Cleveland dans l'Ohio.
Le stade, doté de 5 000 places et inauguré en 1994, sert d'enceinte à domicile aux équipes de soccer des Cleveland City Stars et du Bearcats de Bedford (équipe lycéenne).